# María Caridad Colón
María Caridad Colón Rueñes-Salazar (Baracoa, 25 marzo 1958) è un'ex giavellottista cubana, che a Mosca 1980 divenne la prima donna latinoamericana a vincere una medaglia d'oro ai Giochi olimpici.

## Biografia
Ai Giochi della XXII Olimpiade vinse un po' a sorpresa l'oro nel lancio del giavellotto ottenendo un risultato migliore della sovietica Saida Gunba (medaglia d'argento) e della tedesca Ute Hommola, e approfittando della cattiva giornata della favorita Ruth Fuchs e della primatista mondiale Tatyana Biryulina, che terminarono rispettivamente solo ottava e sesta.
In carriera vinse anche 2 ori e un argento in tre edizioni dei Giochi panamericani (dal 1979 al 1987), e tre ori ai Giochi centramericani e caraibici.

## Palmarès
| Anno | Manifestazione      | Sede         | Evento                 | Risultato | Misura  | Note              |
| ---- | ------------------- | ------------ | ---------------------- | --------- | ------- | ----------------- |
| 1979 | Giochi panamericani | San Juan     | Lancio del giavellotto | Oro       | 62,30 m | Record dei Giochi |
| 1980 | Giochi olimpici     | Mosca        | Lancio del giavellotto | Oro       | 68,40 m | Record olimpico   |
| 1983 | Mondiali            | Helsinki     | Lancio del giavellotto | 8ª        | 62,04 m |                   |
| 1983 | Giochi panamericani | Caracas      | Lancio del giavellotto | Oro       | 63,76 m | Record dei Giochi |
| 1987 | Giochi panamericani | Indianapolis | Lancio del giavellotto | Argento   | 61,66 m |                   |